# Lasse Hallström
Lasse Hallström (født 2. juni 1946 i Stockholm) er en svensk film- og tv-instruktør.
Inden han slog igennem med film var han kendt af svensk tv-publikum for sit samarbejde med Magnus Härenstam og Brasse Brännström. Han havde desuden stået bag flere af ABBAs musikvideoer.
Hans første spillefilm, Mit liv som hund, blev en international succes. Den blev nomineret til en Oscar for bedste udenlandske film.
Han modtog flere tilbud fra Hollywood, og med Hvad så, Gilbert Grape? slog han for alvor igennem. Siden har han lavet flere produktioner i USA, hvor det er lykkedes ham at bevare sig særpræg med den særlige, varme solidaritet med de små, udsatte eksistenser, der befolker hans film.

## Instruerede film
- En kille och en tjej (1975)
- Mit liv som hund (1985)
- Hvad så, Gilbert Grape? (1993)
- A Dog's Purpose (2017)